# جیمز گرینهالگ
 جیمز گرینهالگ (انگلیسی: James Greenhalgh؛ زاده ۱۹ فوریه ۱۹۷۵) یک تنیس‌باز اهل نیوزیلند است.